# Lipidy fenolowe
Lipidy fenolowe – grupa organicznych związków chemicznych składających się długich łańcuchów alifatycznych i pierścieni fenylowych. Lipidy fenolowe występują w roślinach, komórkach grzybów i bakterii. 

Bilobol – alkilorezorcynol występujący w owocach miłorzębu dwuklapowego

## Rodzaje
- Alkilokatechole
- Alkilofenole (np. kardanol, nonylofenol)
- Alkilorezorcynole
- Kwasy anakardowe

## Aktywność biologiczna
Ze względu na silny charakter amfifilowy, lipidy fenolowe mogą wnikaniać do erytrocytów i błon liposomów. Zdolność tych związków do zatrzymywania wzrostu bakterii, grzybów, pierwotniaków i pasożytów zależy najprawdopodobniej od ich interakcji z białkami lub właściwości naruszających błonę komórkową.

## Znaczenie biologiczne
Synteza lipidów fenolowych przez syntazę poliketydową typu III jest kluczowa dla procesu tworzenia się cyst bakterii Azotobacter vinelandii.